# Raindrops Keep Fallin' on My Head
"Raindrops Keep Fallin' on My Head" é uma canção de B. J. Thomas, escrita por Hal David e Burt Bacharach para o filme de 1969 Butch Cassidy and the Sundance Kid. Ganhou o Oscar de melhor canção original  e os compositores o Oscar de Melhor Trilha Sonora. O single foi gravado na sétima tentativa, depois que Bacharach expressou sua insatisfação com as seis primeiras. Na versão cinematográfica da música, B.J. Thomas havia se recuperado de uma laringite, o que fez sua voz rouca na versão sete. A versão do filme contou com um break instrumental quando Paul Newman realizou acrobacias sobre uma bicicleta.

## Informações
"Raindrops Keep Fallin' on My Head" foi oferecida a Ray Stevens, no entanto ele recusou, preferindo gravar a música "Sunday Morning Coming Down", escrita por Kris Kristofferson.
O single de B. J. Thomas atingiu a #1 colocação nos Estados Unidos, Canadá e Noruega. Liderou a Billboard Hot 100 por quatro semanas, em janeiro de 1970, sendo o primeiro hit número um-americano da década de 1970. A canção também passou sete semanas no topo da tabela Adult Contemporary Singles.  Em 2008, a versão de Thomas foi classificada na 85ª colocação dentre as maiores canções de todos os tempos da Billboard Hot 100.
"Raindrops Keep Fallin' on My Head" foi executada no filme Spy Hard, que parodiava a cena de Butch Cassidy e Sundance Kid. Foi incluída também nas trilhas sonoras de Forrest Gump e Homem-Aranha 2, após a cena onde Peter Parker abandona a identidade e responsabilidades de Homem-Aranha. Foi utilizada também em Clerks II, filme de Kevin Smith, e no primeiro episódio da segunda temporada de Grey's Anatomy.
No Brasil, entrou para a trilha sonora da série O Quinto dos Infernos, de 2002. Em 2017, foi incluída na trilha sonora da comédia brasileiro-argentina La Vingança, um filme de estrada com a participação da atriz Leandra Leal.

## Desempenho em tabelas musicais
| Tabelas (1969/1970)                              | Posição |
| ------------------------------------------------ | ------- |
| Alemanha German Singles Chart                    | 40      |
| Áustria Austria Top 40                           | 11      |
| Canadá Canadian RPM Top Singles                  | 1       |
| Canadá Canadian RPM Adult Contemporary           | 1       |
| Estados Unidos U.S. Billboard Hot 100            | 1       |
| Estados Unidos U.S. Billboard Adult Contemporary | 1       |
| Estados Unidos U.S. Cash Box Top 100             | 1       |
| França French Singles Chart                      | 56      |
| Países Baixos Dutch Top 40                       | 28      |
| Irlanda Irish Singles Chart                      | 9       |
| Itália Italian Singles Chart                     | 31      |
| Noruega Norwegian Singles Chart                  | 1       |
| Reino Unido UK Singles Chart                     | 38      |